# Isabella Rodríguez
Isabella Rodríguez Guzmán (Petare, Estado Miranda; 19 de octubre de 1993) es una modelo, presentadora de televisión y reina de belleza venezolana. Ganadora del Miss Venezuela 2018 y cuartofinalista del certamen Miss Mundo 2019, Presentadora del Miss World Venezuela 2024. Concursante de Bailando con las Reinas.

## Bíografía
Rodríguez nació en Petare, Venezuela, en el seno de una humilde familia pertenecientes a la población de Petare, Municipio Sucre. Ella cursa estudios de Seguridad Industrial en el Instituto Universitario de Tecnología Antonio José de Sucre en Caracas.

## Trayectoria

### Sambil Model 2015
La cadena venezolana de Centros Comerciales, Sambil, organiza un evento dónde selecciona a las mejores jóvenes promesas del modelaje nacional. En el 2015, Rodríguez fue una de las 12 chicas seleccionadas en el casting nacional para participar ese año en el concurso. El martes, 2 de junio de 2015, se realizó el Sambil Model Fashion Show 2015 e Isabella Rodríguez gana el título.

### Miss Venezuela 2018
El 12 de septiembre de 2018, se retomaron las actividades del Miss Venezuela 2018 después que Veruska Ljubisavljević desistiera de la demanda que obligó a la Organización Miss Venezuela a suspender de forma obligatoria el certamen de ese año. El 6 de octubre de 2018, fue la imposición de bandas al azar y Rodríguez se queda con la banda del estado Portuguesa. 
El 13 de diciembre de 2018, se llevó a cabo la sexagésima sexta edición del  Miss Venezuela 2018, e Isabella Rodríguez resulta triunfadora entre las 24 candidatas obteniendo la corona del Miss Venezuela 2018. Su triunfo en el concurso nacional la hace merecedora en representar a Venezuela en el Miss Mundo 2019. Rodríguez fue coronada por Veruska Ljubisavljević «Miss Venezuela Mundo» saliente. 
Además de ganar el título y la corona del Miss Venezuela, Rodríguez también ganó estas bandas especiales en la noche final de su concurso nacional:
- Top Model
- Miss Personalidad

Y fue finalista en los siguientes eventos:
- Prueba de Talento
- Belleza con Propósito

### Miss Mundo 2019
El 14 de diciembre de 2019, se realizó el Miss Mundo 2019 en el Centro de Exposiciones ExCel de Londres, Reino Unido. Rodríguez representó a su país, Venezuela, y se unió a más de 110 candidatas de diferentes países y territorios autónomos en la contienda para ganar la corona que poseía Vanessa Ponce de León, de México. Al final de la velada, se posicionó en el top 40 de semi-finalistas, adicionalmente habría figurado en los fast-track (preliminares) de «Top Model» y «Beauty with a Purpose» y ganando el reto multimedia de «Head to Head Challenge».

### 2020
El 2 de marzo de 2020 se unió al magazine matutino Portadas al Día, el cual es transmitido por Venevision. El 24 de septiembre fue parte del grupo de presentadores del Miss Venezuela 2020.

## Cronología
| Predecesor: Nariman Battikha       | Miss Portuguesa 2018           | Sucesor: Carla González  |
| Predecesor: Sthefany Gutiérrez     | Miss Venezuela 2018            | Sucesor: Thalia Olvino   |
| Predecesor: Veruska Ljubisavljević | Miss Venezuela Mundo 2019 2019 | Sucesor: Alejandra Conde |